# Klenová, Snina
Klenová este o comună slovacă, aflată în districtul Snina din regiunea Prešov. Localitatea se află la altitudinea de 255 m deasupra n.m., se întinde pe o suprafață de 20,01 km2 și în 2017 număra 501 locuitori. Se învecinează cu Kolbasov, Snina, Ulič, Snina, Ruská Volová, Snina, Ubľa, Snina, Michajlov, Snina, Ladomirov, Snina, Kolonica, Snina și Kalná Roztoka, Snina.

## Istoric
Localitatea Klenová este atestată documentar din 1548.

## Demografie
| An:                | 1994 | 2004   | 2014   | 2024   |
| ------------------ | ---- | ------ | ------ | ------ |
| Număr de persoane: | 515  | 533    | 530    | 496    |
| Diferență:         |      | +3,49% | −0,56% | −6,41% |

| An:                | 2023 | 2024   |
| ------------------ | ---- | ------ |
| Număr de persoane: | 499  | 496    |
| Diferență:         |      | −0,60% |